# Munnopsurus minutus
Munnopsurus minutus är en kräftdjursart som beskrevs av Gurjanova1933. Munnopsurus minutus ingår i släktet Munnopsurus och familjen Munnopsidae. Inga underarter finns listade i Catalogue of Life.